# استنلی راتیفو
استنلی راتیفو (انگلیسی: Stanley Ratifo؛ زادهٔ ۵ دسامبر ۱۹۹۴) بازیکن فوتبال اهل آلمان است. از باشگاه‌هایی که در آن بازی کرده‌است می‌توان به باشگاه فوتبال لوکوموتیو لایپزیگ اشاره کرد. وی همچنین در تیم ملی فوتبال موزامبیک بازی کرده‌است.